# 1685 en France
Chronologie de la France
- 1681
- 1682
- 1683
- 1684
- 1685
- 1686
- 1687
- 1688
- 1689

Cette page concerne l’année 1685 du calendrier grégorien.

## Événements
- 22 janvier : Antoine Furetière, accusé de plagiat après la publication de son Essay d’un dictionnaire universel à la fin de 1684, est exclu de l’Académie française[1].
- 30 janvier : un arrêt du Conseil d’État ordonne de rédiger tous les actes publics et les jugements en français en Alsace[2].

- Mars : promulgation de l’édit ou ordonnance qui réglemente l’esclavage des Noirs aux Antilles puis en Guyane (en 1704), dit « code noir » à partir de 1718[3].

- 18 avril : Foucault, intendant de Pau, après avoir fait abattre les temples protestants, demande à Louvois des ordres en blanc pour loger une ou plusieurs compagnies dans les villes protestantes[4]. Début des dragonnades en Béarn ; quarante-sept compagnies sont logées dans le pays. Elles obtiennent 22 000 conversions d’avril à juillet[5]. D’août à octobre, les mêmes troupes passent en Guyenne, en Aunis et en Saintonge. Le 4 octobre elles sont à Nîmes puis de la passent en Dauphiné[6].

- 1er mai : début des travaux du canal de l’Eure pour alimenter Versailles en eau[7].
- 15 mai : Louis XIV reçoit les excuses du doge de Gênes[8].
- 31 mai : Dangeau, courtisan de Versailles, estime, dans son journal, que 36 000 personnes travaillent au château de Versailles[9].

- 10 juin : création par lettres patentes de l’Académie d’Angers[10].
- 21 juillet : l’assemblée du clergé réunie à Saint-Germain-en-Laye accorde au roi un « don gratuit » de 3 millions de livres[11].

- 26 septembre : Lamoignon de Basville devient intendant du Languedoc[12] (fin en 1718).

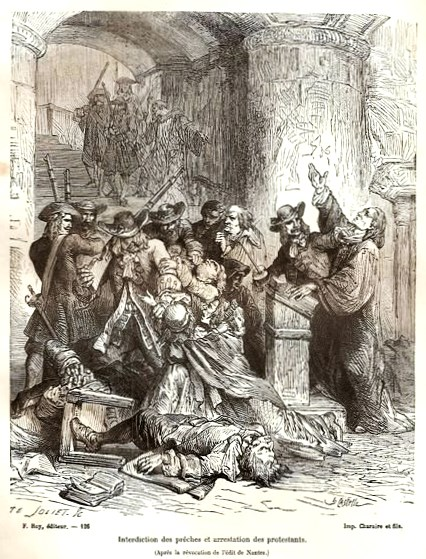
Interdiction des prêches et arrestation des protestants à Paris après la révocation de l’édit de Nantes. Gravure de 1886

- 4 octobre : abjuration collective des Protestants dans la cathédrale de Nîmes sous la menace des dragons, en présence du duc de Noailles[13]. Ceux d’Anduze abjurent le 7 octobre, ceux de Saint-Jean-du-Gard le 8, ceux de Saint-Germain-de-Calberte le 15. À la fin du mois, les Cévennes tout entières sont converties au catholicisme[14].

- 18 octobre : édit de Fontainebleau révoquant l’édit de Nantes, signé par le roi et le chancelier Michel Le Tellier. Interdiction de culte aux protestants qui doivent abjurer et se convertir au catholicisme. Il leur est interdit de quitter le royaume. Les pasteurs sont bannis[15]. L’édit de Fontainebleau inaugure le compromis entre l’Église et l’État qui durera jusqu’en 1762-1763. Plus de 200 000 protestants (sur 850 000) émigrent vers l’Angleterre (40 à 50 000), les colonies anglaises (10 à 15 000), les Provinces-Unies (50 à 60 000), l’Allemagne (25 000 en Brandebourg) et la Suisse (22 000). Le reste est contraint de se convertir massivement.

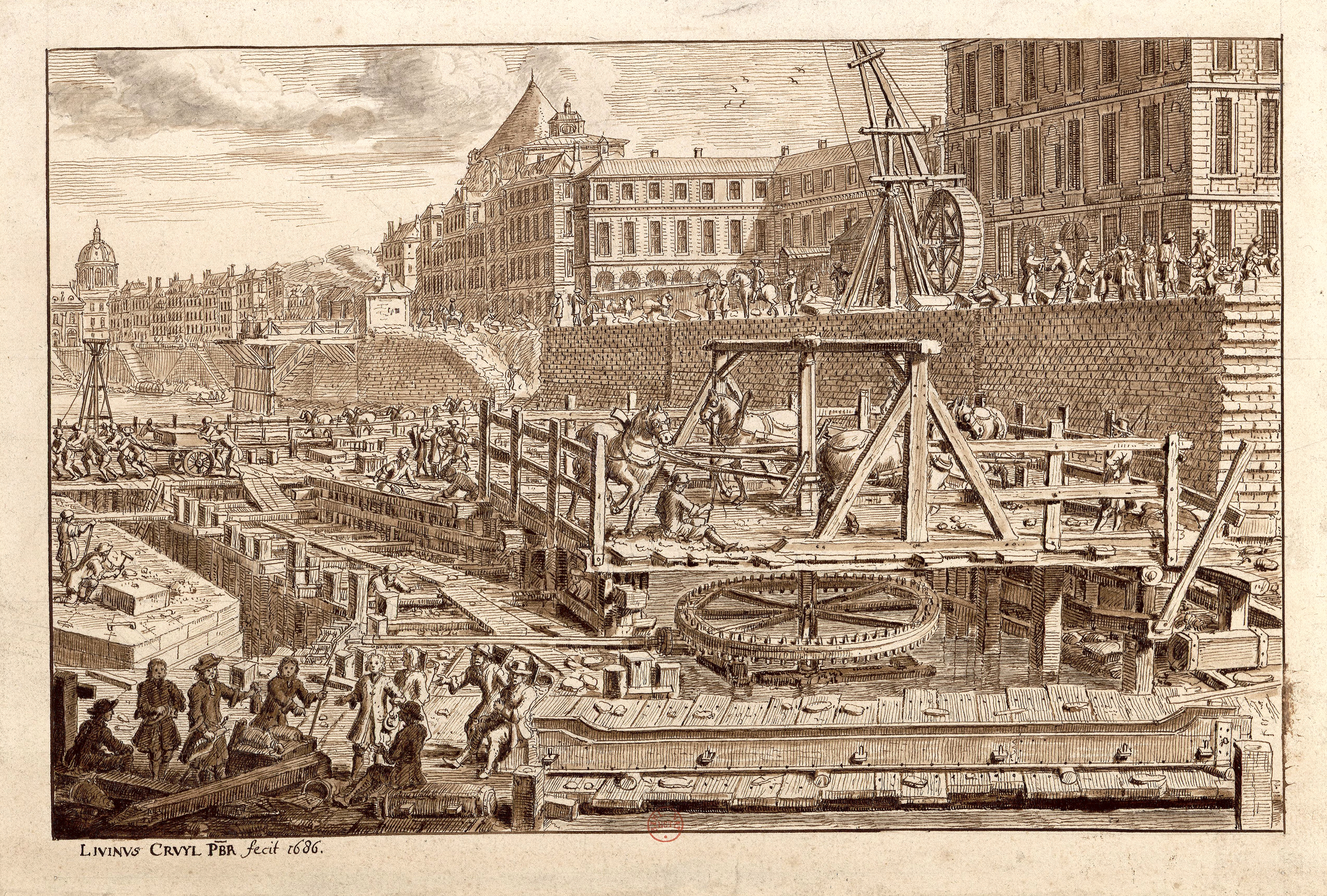
Chantier de la construction du Pont Royal en 1686

- 25 octobre : début de la construction du Pont Royal à Paris[16].
- 1er novembre : Louis Boucherat devient chancelier de France (fin en 1699)[17].
- 3 novembre : Barbezieux, fils de Louvois, devient secrétaire d’État à la guerre[18].

- La ville de Sète se dote d’un consulat[19].